# Gregorio González Sánchez (pintor)
Gregorio González Sánchez (Teror, Gran Canaria; 27 de marzo de 1960) es un artista visual español. Su obra se configura entre la abstracción y el minimalismo, con temas recurrentes como la definición del silencio, los horizontes, la lentitud, los espacios vacíos, la "lógica borrosa", la "ética de partículas" y recientemente  los "ensayos sobre el laberinto, disidencias y posverdades".

## Biografía
González se licenció en Bellas Artes en la Universidad de La Laguna (Tenerife) y realizó su primera exposición colectiva, en Teror, Gran Canaria, en 1979. Su familia procede de la clase trabajadora y no contó con antecedentes artísticos influyentes en su contexto social y familiar más cercano. El origen de su inquietud por la pintura comienza a tomar forma durante los largos periodos de convalecencia que marcan su infancia. 
Inicia su formación artística en las Escuelas de Artes Aplicadas y Oficios Artísticos de Las Palmas de Gran Canaria y luego se traslada a la Facultad de Bellas Artes de La Laguna. Posteriormente, asiste a los talleres de Arte Actual, organizados por el Cabildo de Gran Canaria en 1985, impartidos por los artistas Lucio Muñoz, Rafael Canogar y Luis Gordillo y en 1987 por Nacho Criado.
Una vez finaliza sus estudios universitarios, imparte docencia durante un año en la Escuela Aplicada de Arte y Oficios de Las Palmas de Gran Canaria. En ese mismo año, 1985, presenta su primera muestra individual en el Ateneo de La Laguna. A raíz de su participación en los talleres de Arte Actual, entra en contacto con el circuito artístico insular y expone su obra en la Galería ATTIR de Las Palmas de Gran Canaria. Los patrones que ahora caracterizan sus cuadros aún se están gestando. En esta época, suele preferir el blanco y negro y una tendencia marcadamente expresionista. Entre 1988 y 1990 exhibe dos muestras individuales en el Ateneo de La Laguna. Durante la década de los 80, mantiene una relación cercana con varios de los autores de la generación de los 70 en Canarias, especialmente con Gonzalo González.
A lo largo de los 90, realiza diversas exposiciones con la Galería Saro León con quien expone en solitario en ARCO Madrid 95 y colectivamente en las ediciones ARCO 96, 97, 98 y 99. De forma simultánea, su obra llega a ferias de ciudades como París, Oporto, Barcelona, Madrid, La Coruña, Colonia, Turín y Pontevedra. Sus cuadros ahora experimentan un tratamiento más reflexivo en los que predominan los grandes planos cromáticos en un claro acercamiento a propuestas minimalistas. 
Entre el 2000 y el 2004 su obra visita La Habana (“Sincronía” junto Teresa Correa y Manolo González) , Dakar (“Voces del Noroeste” con Teresa Arozena, Néstor Torrens y José Ruiz) y Nueva York, en exposiciones colectivas. Esta última "NY-Postdata" se muestra en el Queen Sofía Spanish Institute de Nueva York, donde exhibe junto a Ángel Luis Aldai y Juan Correa. En esta parte de su recorrido artístico, la figura de Orlando Britto Jinorio, (comisario independiente y gestor cultural), con quien ya había coincidido años antes en el Encuentro Internacional de Arte Contemporáneo "NUR", resulta relevante. 
Años más tarde, en el verano de 2008, se traslada a vivir durante cuatro meses a Berlín con el objetivo de preparar una exposición en la Galerie Scala regentada por Ulf Saupe. Titula su exposición "Cartografía del silencio" compuesta por una treintena de obras entre cuadros y esculturas. Después de participar en la II Bienal de Canarias, entra en contacto con una galería nacional, la Galería Nuble en Santander (que actualmente se llama Galería José de la Fuente). Con Nuble expuso en 2009 una serie titulada “Heterónimos”. Según la historiadora de arte y comisaria Marta Mantecón: “Gregorio González problematiza con el medio pictórico para desarrollar una gramática personal, disciplinada, sin ruido, intuitiva pero calculada, siempre conflictiva, que sedimenta un pensamiento abstracto que se sitúa más allá de unos valores meramente formales”. Se trata de una obra basada en los juegos de nitidez, de figura y fondo, con una referencia clara al poeta Fernando Pessoa. 
En 2010, participa con la obra “El séptimo sello” en la colectiva “Horizontes Insulares”, un proyecto ideado por Orlando Britto y Nilo Palenzuela que visitó, entre otros lugares, las Islas Canarias, Martinica, Madeira, Cuba y Santo Domingo. La publicación “Hoy es Arte” recoge las palabras de Britto para describir la experiencia y el razonamiento en el que se basa: “el viaje entre las culturas”, donde se han podido constatar tanto sus similitudes como sus diferencias. Así, se observa aspectos como “la geografía, la naturaleza, la distancia y el aislamiento, el mar y el océano como espacio de comunicación, los puertos, la expansión y ocupación de los litorales, volcanes activos y ocultos, exuberancia y desierto, independencia y dependencias, desarrollo y sostenibilidad, islas, archipiélagos y meta-archipiélagos que devienen en meta-continentes”.
“Escala en la penumbra” se corresponde con el nombre de su siguiente muestra individual, expuesta en junio de 2011 en el CICCA de Las Palmas de Gran Canaria. Una reseña de ABC define la obra de González de la siguiente forma: “el pintor elabora todo un repertorio de hasta veinte tonos distintos de grises y los dispone en estructuras geométricas cuidadosamente ordenadas según su gradiente de luz —o de sombra—, de claro a oscuro o viceversa”. "Crónica desde la penumbra" es un texto en el que el autor contextualiza su propuesta plástica.
En este periodo pictórico, abandona progresivamente las líneas rectas, lo que él domina “ortogonalidad” y “geomefría” para explorar en el interior de la línea y en la tersura de la penumbra. A partir de aquí, se inclina por la recuperación del punto, la esfera y la línea curva. Así, González expresa su percepción sobre el hecho cultural y artístico en una entrevista realizada por Rubén Benítez Florido en septiembre de 2014. 
En una entrevista repasa los últimos enfoques de su trabajo, titulados “Ética de partículas” y “Armonía y lógica borrosa”. Señala que este razonamiento le recordó que «la esfera es la figura de la resistencia, de la experiencia, de la supervivencia. Simbólicamente poderosa, cargada de lecturas inagotables». Y esto le llevó a concluir que «el misterio de lo pequeño exalta la conciencia de la futilidad».
Según afirma González en la entrevista la «Ética de partículas» se explica porque si una determinada estructura, por ejemplo un pequeño colectivo o el propio tejido social, posee una ética que rige sus costumbres, entonces es de suponer que cada una de las partes que lo integra también debería tenerla. Detrás de este argumento, también reside la convicción de que el ser humano no es más que una partícula en medio de una totalidad que a menudo lo anula y lo consume. De ahí el empecinamiento casi obsesivo por representar la esfera y su conexión con otras esferas en sus infinitas posibilidades.
Aquella recuperación de los pequeños detalles, de la vuelta a la esencia, se revela ahora con el sentido no solo de una búsqueda de la autenticidad robada, sino también, y sobre todo, de una necesaria cura de humildad del ser humano, capaz de lo mejor pero también de lo peor.
En el año 2017 se presenta en San Martín Centro de Cultura Contemporánea la exposición Gregorio González, también, un proyecto retrospectivo sobre el artista grancanario,  producido por el Centro Atlántico de Arte Moderno(CAAM). La muestra, comisariada por Diana Padrón, aborda una revisión de la trayectoria de este artista visual a través de una amplia selección de su obra articulada a modo de diálogo entre el trabajo realizado en sus cuatro décadas de trayectoria y su nueva producción, incluyendo obra inédita y una intervención sobre pared creada expresamente para esta exhibición.

## Exposiciones

### Individuales
- 2017: ''Gregorio González, también''. San Martín Centro de Cultura Contemporánea. CAAM. Las Palmas de Gran Canaria.

- 2011: "Escala en la Penumbra". ArteSantander. Galería Nuble. Santander.

"Escala en la Penumbra". CICCA. Las Palmas de Gran Canaria.
- 2009: "Heterónimos". Galería Nuble. Santander.
- 2008: "Kartografie des Schweigens" (Cartografía del silencio"). Galería Scala. Berlín. Alemania.
- 2003: Galería Artificio. Las Palmas de Gran Canaria.
- 2000: "Tres Culturas".  Escultura. Tamaraceite. Circunvalación de Las Palmas de Gran Canaria.
- 1998: "ARTTISSIMA". Galería Saro León. Turín. Italia.
- 1996: Galería Saro León. Las Palmas de Gran Canaria.
- 1995: "ARCO 95". Galería Saro León. Madrid.
- 1993: Galería Saro León. Las Palmas de Gran Canaria.
- 1990: Ateneo de La Laguna. Tenerife.
- 1988: Ateneo de La Laguna. Tenerife.
- 1987: Galería ATTIR. Las Palmas de Gran Canaria.
- 1985: Ateneo de La Laguna. Tenerife.

Galería ATTIR. Las Palmas de Gran Canaria.

### Colectivas
- 2024: "La otra vida de Alexis Ravelo". Biblioteca Insular de Gran Canaria. Las Palmas de Gran Canaria.
- 2021: "Una historia del arte reciente (1960-2020)". Museo de Arte Abstracto Español. Cuenca.

- 2020: "In / Out. Un mapa posible". CAAM. Las Palmas de Gran Canaria.

- 2018: "Boliches-Marbles". CAAM. Las Palmas de Gran Canaria.

- 2016: "Esenciales". Obras de pequeño formato en la Colección CAAM. Las Palmas de Gran Canaria.

"Forjando el espacio" Colección DKV. MUPAM. Málaga.
"Rehabitar el espacio: presente, pasado y futuro"  Colección DKV - Museo Lázaro Galdiano. Madrid.
"El grabado, ¿una cuestión de papel? Estampas y obra gráfica en Gran Canaria". CICCA. Las Palmas de Gran Canaria.
- 2015: "Hacia la geometría desde la abstracción". Colección DKV Sala Exposiciones Vimcorsa. Córdoba.
- 2014: "Realidad y símbolo". Colección DKV/ Colección Banco Sabadell. Sala de exposiciones Sabadell Herrero. Oviedo. Asturias.
- 2013:' 'Diálogos. Colección DKV. Patio Herreriano. Museo de Arte Contemporáneo Español, Valladolid.
- 2012: ”Reinventar la Isla 2”. San Martín Centro de la Cultura Contemporánea, Las Palmas de Gran Canaria.

”Growing Together”. Galería Nuble, Santander.
”ArtBooks”. Libros de Artistas en Canarias. Centro de Arte La Regenta, Las Palmas de Gran Canaria
- 2011: "Horizontes insulares". Foundation Clément: Martinica; Francia. Centro Wifredo Lam: La Habana; Cuba. Museo de Arte Moderno: Santo Domingo; República Dominicana. Museu de Arte Contemporánea do Funchal: Madeira; Portugal.
- 2010: "Foro Sur ´10`". Galería Nuble, Cáceres.

"Horizontes insulares". Instituto Canarias Cabrera Pinto. La Laguna. Tenerife.
"Horizontes insulares". Centro de Arte La Regenta, Las Palmas de Gran Canaria.
- 2009: "Art Salamanca 09". Galería Nuble, Salamanca.

"Paisajes. Miradas contemporáneas". Centro Municipal de exposiciones de Elche. Alicante.
"Valencia Art 09". Galería Nuble. Valencia.
"ArteSantander 09". Galería Nuble. Santander.
"Diálogos". Centro de Arte La Regenta. Las Palmas de Gran Canaria.
"Inmersiones. 2º Bienal de Canarias". Centro Atlántico de Arte Moderno. Las Palmas de Gran Canaria.
"Berlin group show" Galerie Saupe. Berlín. Alemania.
- 2007: "Zones Contemporary Art Fair". Galería Saro León. Miami. EE. UU.
- 2006: "N.E.P." Galería Saro León. Las Palmas de Gran Canaria.
- 2005: "NY-Postdata".Centro de Arte La Regenta. Las Palmas de Gran Canaria.
- 2004: "Voces del Noroeste". Bienal de Dakar. Senegal.

"Imágenes de la ciudad". Edificio Miller. Las Palmas de Gran Canaria.
"NY-Postdata". Nueva York. Queen Sofia Spanish Institute. EE.UU
- 2003: "Abstract Painting". Gabinete Literario. Las Palmas de Gran Canaria.
- 2002: "La Colección". Fondos del CAAM. Las Palmas de Gran Canaria.
- 2001: "N.U.R (Naturaleza, Utopía y Realidades)". Osorio. Teror. Gran Canaria.
- 2000: "Sincronía". La Habana. Cuba.

"Obeliscos 2001". Parque Santa Catalina. Las Palmas de Gran Canaria
- 1999: "ARCO 99". Galería Saro León. Madrid

"Convergencias-Divergencias". CAAM. Las Palmas de Gran Canaria.
"IV Foro Atlántico". Galería Saro León. Pontevedra.
- 1998: "ARCO 98". Galería Saro León. Madrid.

"ART COLOGNE". Galería Saro León. Colonia. Alemania.
- 1997: "ARCO 97". Galería Saro León. Madrid.

"III Foro Atlántico". Galería Saro León. La Coruña.
"Fondos del CAAM. Últimas Tendencias". CAAM. Las Palmas de Gran Canaria.
- 1996: "ARCO 96". Galería Saro León. Madrid.

"New Art". Hotel Majestic. Galería Saro León. Barcelona.
"II Foro Atlántico" Galería Saro León. Oporto. Portugal.
- 1994: "Decouvertes 94". Galería Saro León. París. Francia.
- 1989: "Canarios con la Rama". Agaete. Gran Canaria.
- 1987: "Más al sur". Colegio de Arquitectos de Málaga. Málaga.
- 1986:"Carnaval 86". Galería ATTIR. Las Palmas de Gran Canaria.

"Canarias Penúltima Década". Convento de San Francisco. Santa Cruz de La Palma.
"Tres Artistas Canarios". Casa de La Cultura. Telde. Gran Canaria.
- 1985: "Arte Canario 1950-1985". Castillo de La Luz. Las Palmas de Gran Canaria.

"Reencuentro". Casa de Colón. Las Palmas de Gran Canaria.
- 1980: "Caubín - González". Casino de Teror. Gran Canaria.

- 1979: "Bellas Artes". Escuela de Artes Aplicadas y Oficios Artísticos. Sección de Bellas Artes.  Ayuntamiento de Las Palmas de Gran Canaria.

"Pintores Noveles". Teror. Gran Canaria.

## Colecciones
- CAAM. Centro Atlántico de Arte Moderno. Las Palmas de Gran Canaria.
- Gobierno de Canarias. Islas Canarias.
- Fundación Coca-Cola. Domus Artium. Salamanca.España.
- Fundación DKV. España.
- Colección Saro León. Las Palmas de Gran Canaria.
- Colección Antonio P. Martín. Las Palmas de Gran Canaria.
- Colección Martínez Abolafio. Las Palmas de Gran Canaria.

## Catálogos
- 2021.  "In / Out. Un mapa posible".
- 2018. "Boliches-Marbles"
- 2017. "Gregorio González, también"
- 2012. "Growing together".
- 2011. "Escala en la penumbra"
- 2010. "Horizontes Insulares"
- 2009. "Inmersiones" II Bienal de Canarias.
- "Diálogos"
- "Heterónimos"
- 2004. "Voces del Noroeste"
- "NY Postdata"
- 2003. "Gregorio González"
- "Abstract Painting"
- 2001. "NUR"
- 2000. "Sincronía"
- 1998. "Gregorio González"
- 1993. "Gregorio González"
- 1990. "Gregorio González pinturas"
- 1988. "Gregorio González"

## Distinción
- 2023:  Insignia de Oro del Municipio de Teror.